# Vedat Okyar
Vedat Okyar (Bursa, augustus 1945 - Istanboel, 20 juli 2009) was een Turks voetballer en sportjournalist.
Okyar speelde als aanvaller bij de ploegen Bursaspor, Beşiktaş, Diyarbakırspor en Karagümrük. Hij was aanvoerder bij Beşiktaş in 1975-1976 en speelde 3 keer voor de nationale ploeg van Turkije.
Na zijn voetbalcarrière, werd Oykar sportjournalist. Hij stierf in de zomer van 2009 aan kanker.